# 長谷川康司
長谷川 康司（はせがわ こうじ、 1940年5月5日-）は、日本の経営者。元首都高速道路株式会社代表取締役会長兼最高経営責任者、トヨフジ海運代表取締役社長、トヨタ自動車専務取締役。

## 人物
東京外国語大学外国語学部インドシナ語学科卒業後、トヨタ自動車販売（現在のトヨタ自動車）入社。主にアジア畑を歩み、アジア部長や常務取締役（アジア統括）等を歴任。
専務取締役を経て、2002年にグループ会社のトヨフジ海運社長に就任。
2005年10月、道路関係4公団が民営化されて高速道路6社が発足することに伴い、民間を代表して首都高速道路の会長兼最高経営責任者に就任した。2010年6月に退任。
2022年、旭日中綬章受章。

## 略歴
- 1964年（昭和39年）3月 東京外国語大学外国語学部インドシナ語学科卒業
- 1964年（昭和39年）4月 トヨタ自動車販売入社
- 1989年（平成元年）7月 トヨタ自動車アジア部部長
- 1995年（平成7年）6月 同社取締役
- 1999年（平成11年）6月 同社常務取締役
- 2001年（平成13年）6月 同社専務取締役
- 2002年（平成14年）6月 トヨフジ海運代表取締役社長
- 2005年（平成17年）10月 首都高速道路代表取締役会長兼最高経営責任者
- 2010年（平成22年）6月 退任、顧問
- 2010年（平成22年）10月　 株式会社ワークスタッフ代表取締役副社長
- 2014年（平成26年）6月28日 東京外語会理事長[3]